# Out of Sight (canção de Emma Muscat)
"Out of Sight" (em português: Longe da Vista) é uma canção da cantora maltesa Emma Muscat. No entanto, apesar de ter sido a vencedora da final nacional maltesa para o Festival Eurovisão da Canção 2022, as regras da final nacional maltesa permitem que a artista vencedora altere a música vencedora parcial ou totalmente com o consentimento dos compositores vencedores, o que fez com que Muscat mudasse de música, indo agora representar Malta com a canção "I Am What I Am", lançada em 14 de março de 2022.,